# Columbus Open 1973
Il Columbus Open 1973 è stato un torneo di tennis giocato sulla cemento. È stata la 3ª edizione del Columbus Open, che fa parte del Commercial Union Assurance Grand Prix 1973. Si è giocato a Columbus negli USA, dal 30 luglio al 5 agosto 1973.

## Campioni

### Singolare
Jimmy Connors ha battuto in finale  Charlie Pasarell con il punteggio di 3–6, 6–3, 6–3

### Doppio
Gerald Battrick /  Graham Stilwell hanno battuto in finale  Colin Dibley /  Charlie Pasarell con il punteggio di 6–4, 7–6